# Drakblod
För andra betydelser, se Drakblod (olika betydelser).
Drakblod är en prosabok av Artur Lundkvist utgiven 1936. Det är en reseskildring från en resa till Spanien, Marocko och Kanarieöarna.
Den belyser bland annat de politiska motsättningarna i Spanien strax före spanska inbördeskriget men skildrar också besök på Pradomuseet i Madrid och den marockanska staden Marrakech. Lundkvists egen beskrivning av boken var "en resefantasi med frihet och färg från Perse". Titeln syftar på Drakblodsträdet som bland annat växer på Kanarieöarna.